# املاک سلطنتی
املاک سلطنتی (انگلیسی: Crown Estate) مجموعه‌ای از املاک و دارایی‌هایی در انگلستان، ولز و ایرلند شمالی در پادشاهی متحده است که به فرمانروای بریتانیا تعلق دارد. این املاک جزء دارایی‌های دولتی و نیز دارایی‌های خصوصی شخص فرمانروا به حساب نمی‌آیند.